# Amanda Holden
Amanda Louise Holden, född 16 februari 1971 i Bishop's Waltham, Hampshire, är en brittisk skådespelare och mediepersonlighet som har en lång karriär inom engelsk teater, film och TV. Bland mycket annat har hon medverkat i BBC-komediserien Kiss me Kate och dramaserien Vassa saxar, samt i en filmatisering av Agatha Christies deckare 4.50 från Paddington. På musikalscenen har hon bland annat spelat prinsessan Fiona i Shrek The Musical och den goda fen i Cinderella. Hon nominerades till en Laurence Olivier Award 2003 för titelrollen i musikalen Thoroughly Modern Millie. Hon skivdebuterade i eget namn 2020 med musikalbumet Songs From My Heart där hon bland annat sjunger "I Know Him So Well" i duett med Sheridan Smith. Sedan 2007 sitter hon i juryn i Britain's Got Talent. Amanda är även programledare för "Heart breakfast" på den brittiska radiokanalen Heart.

## Filmografi (urval)
- 1994 – Eastenders (TV-serie)
- 1996 – Intimate Relations
- 1998 – Curry nam-nam (TV-serie)
- 1998 – Jonathan Creek (TV-serie)
- 1998–2000 – Kiss me Kate (TV-serie)
- 1999 – Garva här! (TV-serie)
- 2002–2004 – Vassa saxar (TV-serie)